# 阿拉博卡日
阿拉博卡日（法語：Allas-Bocage，法語發音：[ala bɔkaʒ]）是法国滨海夏朗德省的一个市镇，位于该省南部，属于容扎克区。

## 地理
阿拉博卡日（45°23'1"N, 0°29'30"W）面积10.87 平方千米，位于法国新阿基坦大区滨海夏朗德省，该省份为法国西部滨海省份，北起旺代省，西临大西洋，南至吉倫特省，东南接多爾多涅省，东北接德塞夫勒省接壤，东临夏朗德省。
与阿拉博卡日接壤的市镇（或旧市镇、城区）包括：阿居代勒、米朗博、尼约勒勒维鲁伊、圣西蒙德博尔德、萨利尼亚克-德米朗博、苏布朗。

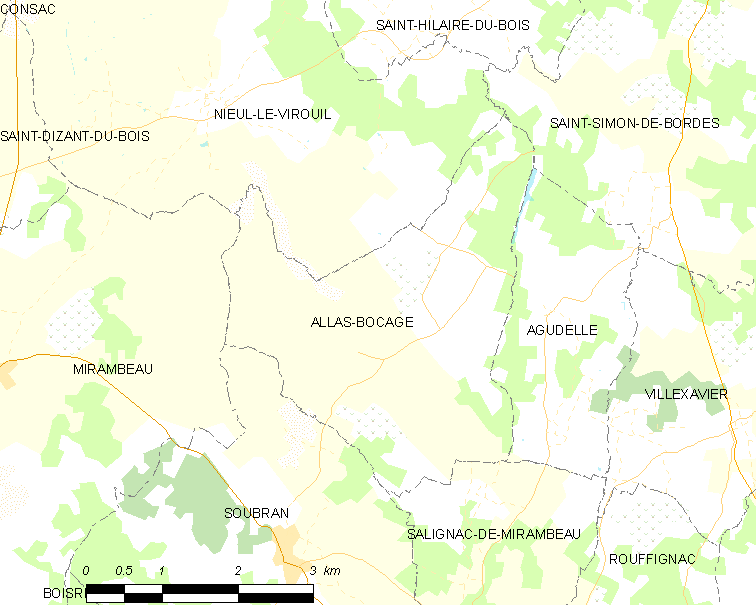
阿拉博卡日的OSM定位图

阿拉博卡日的时区为UTC+01:00、UTC+02:00（夏令时）。

## 行政
阿拉博卡日的邮政编码为17150，INSEE市镇编码为17005。

## 政治
阿拉博卡日所属的省级选区为容扎克县。

## 人口

1962-2008年间阿拉博卡日人口变化图示

阿拉博卡日于2022年1月1日时的人口数量为197人。